# Iglesia de Santa Ana (Mosimién)
La iglesia de Santa Ana, conocida comúnmente como iglesia católica de Mosimién, o de Moxi, es un templo de culto católico ubicado en la localidad de Mosimién (o Boxab por su nombre en tibetano: འབོ་ཞབས་གྲོང་རྡལ།, wylie: 'bo zhabs grong rdal), de la prefectura tibetana de Garzê (Sichuan). Esta pequeña iglesia fue fundada como capilla y pertenece a la diócesis de Kangding (o Tatsienlu). Desde 1957 está sometido al control de la Asociación Patriótica Católica China, sancionada por el estado.

## Historia

### Origen
El pueblo de Mosimién se encuentra en la ladera este de la montaña de Minya Konka, en la frontera entre Sichuan y el Tíbet oriental. El distrito de Mosimién formaba parte del vicariato apostólico de Lhasa erigido el 27 de marzo de 1846 con el breve Ex debito del papa Gregorio XVI. La evangelización fue confiada a los misioneros de la Sociedad de las Misiones Extranjeras de París.
Originalmente construida a finales del siglo XIX como una capilla de madera, se estaba desmoronando en 1930. La fachada, más expuesta a las inclemencias del tiempo de las estaciones, iba cayendo en ruinas, el edificio ya no era suficiente para las necesidades del culto. Según un informe misionero, «el señor Ménard (Joseph-Paul Ménard, 1889–1932), encargado del distrito, se comprometió a ampliarlo y restaurarlo. Los muros de tablones han dado paso a muros de ladrillo y una nueva fachada, de buen gusto chino, rematada con un campanario, es admirada por la población cristiana e incluso pagana. Esta nueva iglesia fue bendecida solemnemente en la octava de Santa Ana, patrona del distrito.»
Las misioneras franciscanas de María ayudaron en la construcción de varios pabellones y un atrio de estilo español rematado por estatuas de ángeles. La construcción y embellecimiento del templo, poblada de estatuas y simbolismos, tardó casi cinco años en completarse.

### Misioneros decapitados
El mismo año (1930), un franciscano español de Pego, Pascual Nadal Oltra, se unió a la misión de Mosimién trabajando como cantero y escultor y, fue él uno de los fundadores de la leprosería que se organizaría en torno de la iglesia. Como escultor, su última obra para la parroquia de Mosimién fue una «Madona de Consolación», antes de ser tomado prisionero por las tropas comunistas.
En mayo de 1935, una columna del ejército comunista de Mao Tse Tung (Mao Zedong) huía del ejército regular de Chiang Kai-shek hacia el noroeste de China pasaba por la zona de Mosimién. Según relata el franciscano valenciano José Miguel Barrachina Lapiedra, autor del libro Fray Pascual Nadal y Oltra: Apóstol de los leprosos, mártir de China, y el Malaya Catholic Leader, periódico oficial de la archidiócesis de Singapur: «Los soldados comunistas entraron en la residencia, la saquearon, detuvieron a los religiosos y muchos de los leprosos trataron de defenderlos, pero dispararon contra los propios enfermos. A continuación, los franciscanos fueron llevados ante Mao Tse Tung, quien les interrogó, dejó prisioneros a dos de ellos, fray Pascual y el fraile italiano Epifanio Pegoraro, y liberó al resto. La banda estaba compuesta por más de 30 000 rojos, entre ellos una gran cantidad eran mujeres. Antes de su partida, los rojos desvalijaron el pueblo, llevándose todo lo mueble y comestible, dejando a la gente del distrito sin medios de subsistencia. Días después, el 4 de diciembre de 1935 un oficial se dirigió a la aldea de Leang Ho Kow (Tsanlha, Ngawa), donde estaban apresados los dos franciscanos, y les decapitó con una espada. Varios vecinos fueron testigos desde sus casas de la ejecución y uno de ellos enterró los cuerpos.» Sin embargo, los misioneros lograron recuperar y acoger de nuevo a los enfermos después de la devastación, que en 1937 eran 148 personas.
En 2006 se llevó a cabo una investigación sobre el martirio de Pascual Nadal. Según el informe de Benjamín Agulló Pascual, también franciscano valenciano, durante la investigación encontraron grandes dificultades para acceder a nuevos testimonios orales y escritos en China, debido a las trabas puestas por las autoridades del país. Añadió que aunque han pasado muchos años, fray Pascual Nadal sigue gozando de fama de santidad en la zona donde trabajó.

### Después de 1949
En la década de 1950, las autoridades comunistas confiscaron las propiedades de la iglesia de Mosimién. Se trata, por una parte, de un terreno que albergaba un seminario que posteriormente fue arrasado y ocupado por una empresa privada y, por otra parte, de los edificios de una escuela utilizados como residencia de funcionarios. Se llegó a un acuerdo para la retrocesión de estas propiedades entre la parroquia y las autoridades locales, pero no se implementó. En la fachada de la iglesia fueron colocadas dos grandes pancartas donde estaba escrito que la parroquia «solicita al gobierno la devolución de los terrenos del seminario ocupados por la empresa […] y las propiedades de la iglesia ocupadas por las autoridades de Mosimién». El 3 de septiembre de 2011 se produjo un ataque contra una religiosa y un sacerdote. La hermana Xie Yuming y el padre Huang Yusong fueron atacados por una docena de agresores desconocidos, después de intentar recuperar las antiguas propiedades. La monja fue violentamente golpeada mientras que el sacerdote sufrió heridas leves. La hermana Xie, herida en la cabeza y el torso, tuvo que ser hospitalizada. Tras el ataque, los feligreses expresaron su enfado por estos métodos.

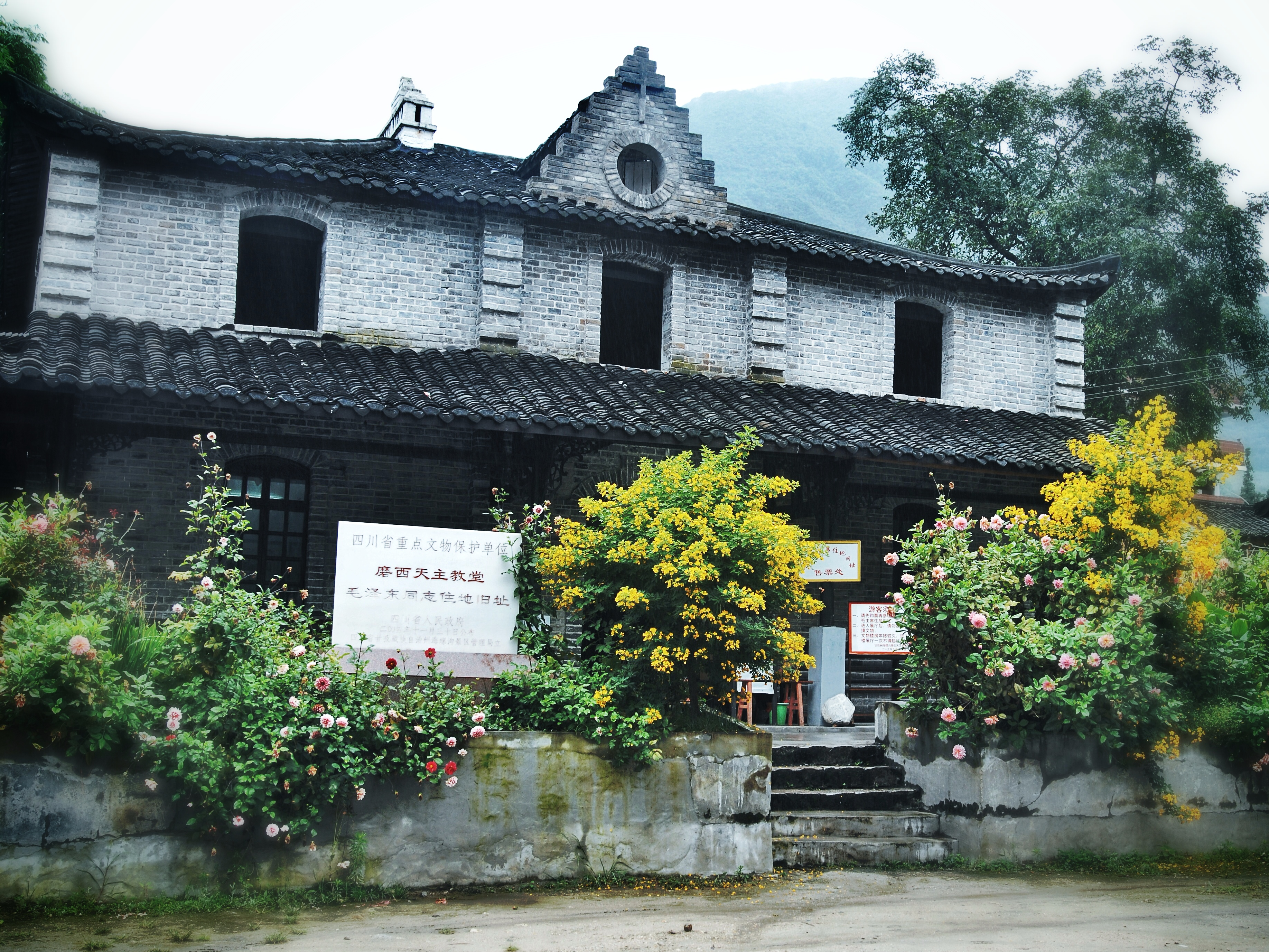
Antigua residencia franciscana

El terremoto de Chagsam de 2022 causó daños en el templo y el edificio de al lado antiguamente conocido como residencia franciscana, donde vivió el fallecido dictador Mao en 1935 (actualmente denominado «sala de exposiciones de la larga marcha del ejército rojo de Moxi» con una estatua de Mao frente a él). Los daños sufridos por los edificios incluyen pilares deformados, grietas en las paredes, el colapso del techo y daños generales en la estructura. El párroco Huang Yusong informó que la reparación de los edificios será muy difícil; y los arquitectos sugirieron que no es descartable un plan de reconstrucción.

## Arquitectura
El diseño de la iglesia está influenciado por las tradiciones locales y el estilo neogótico. El campanario está rematado con una cúpula de estilo local, pero decorado con ajimeces y trifolios góticos. Las columnas interiores tienen capiteles decorados con hojas de madera tallada. La iglesia posee y mantiene una casa parroquial y dormitorios para estudiantes masculinos y femeninos que asisten a clases de catecismo.

## Galería

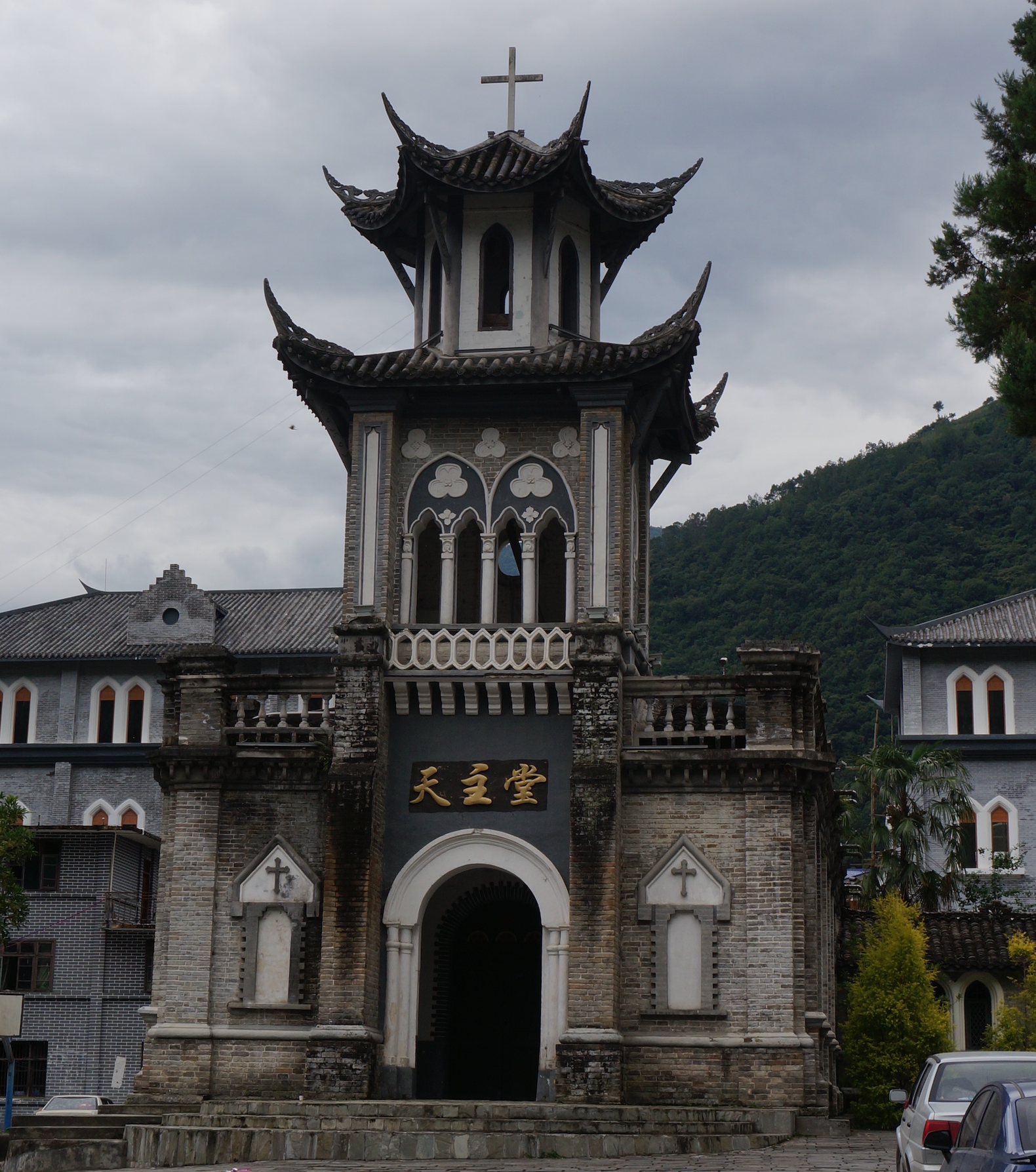
Vista frontal
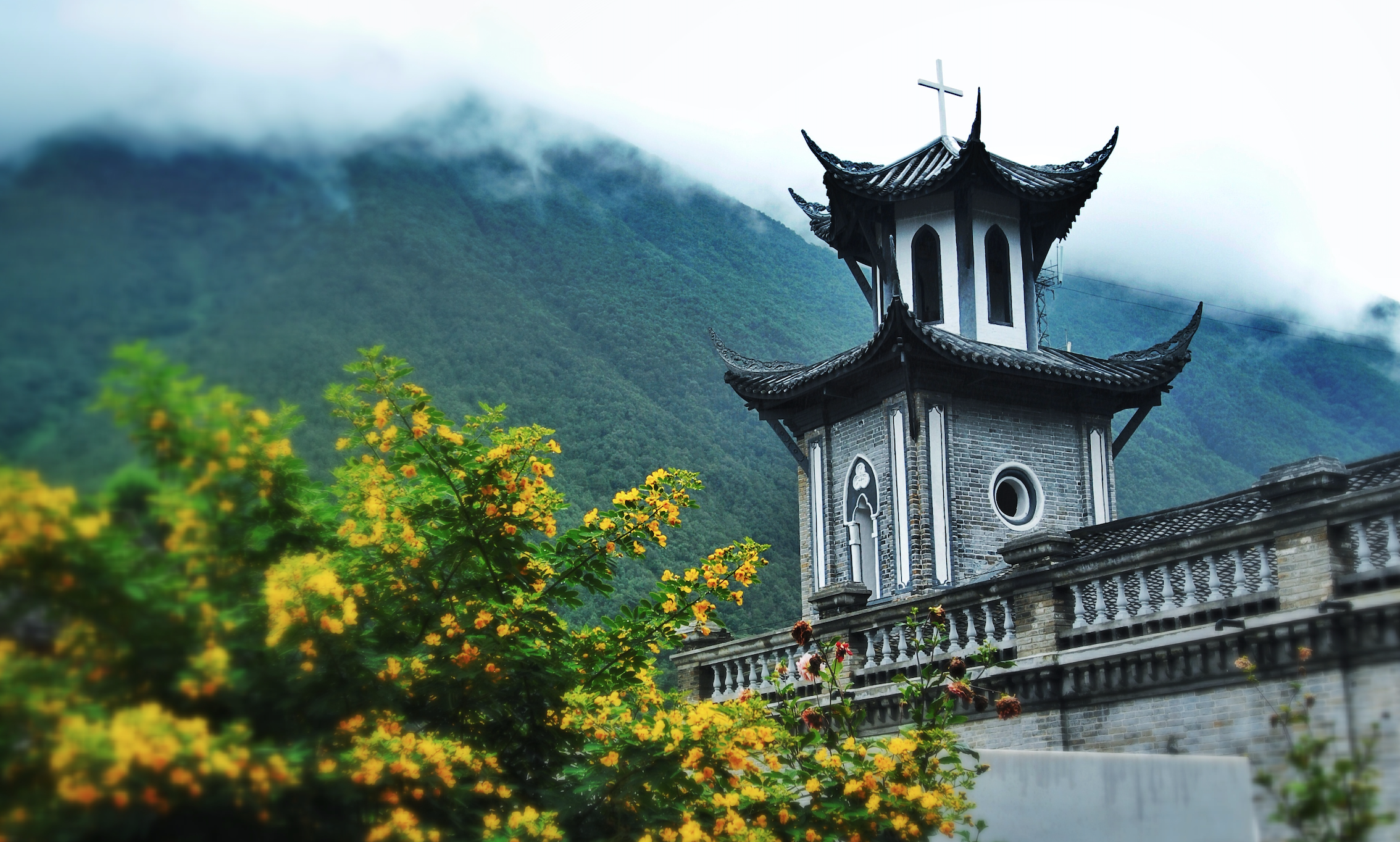
Vista lateral
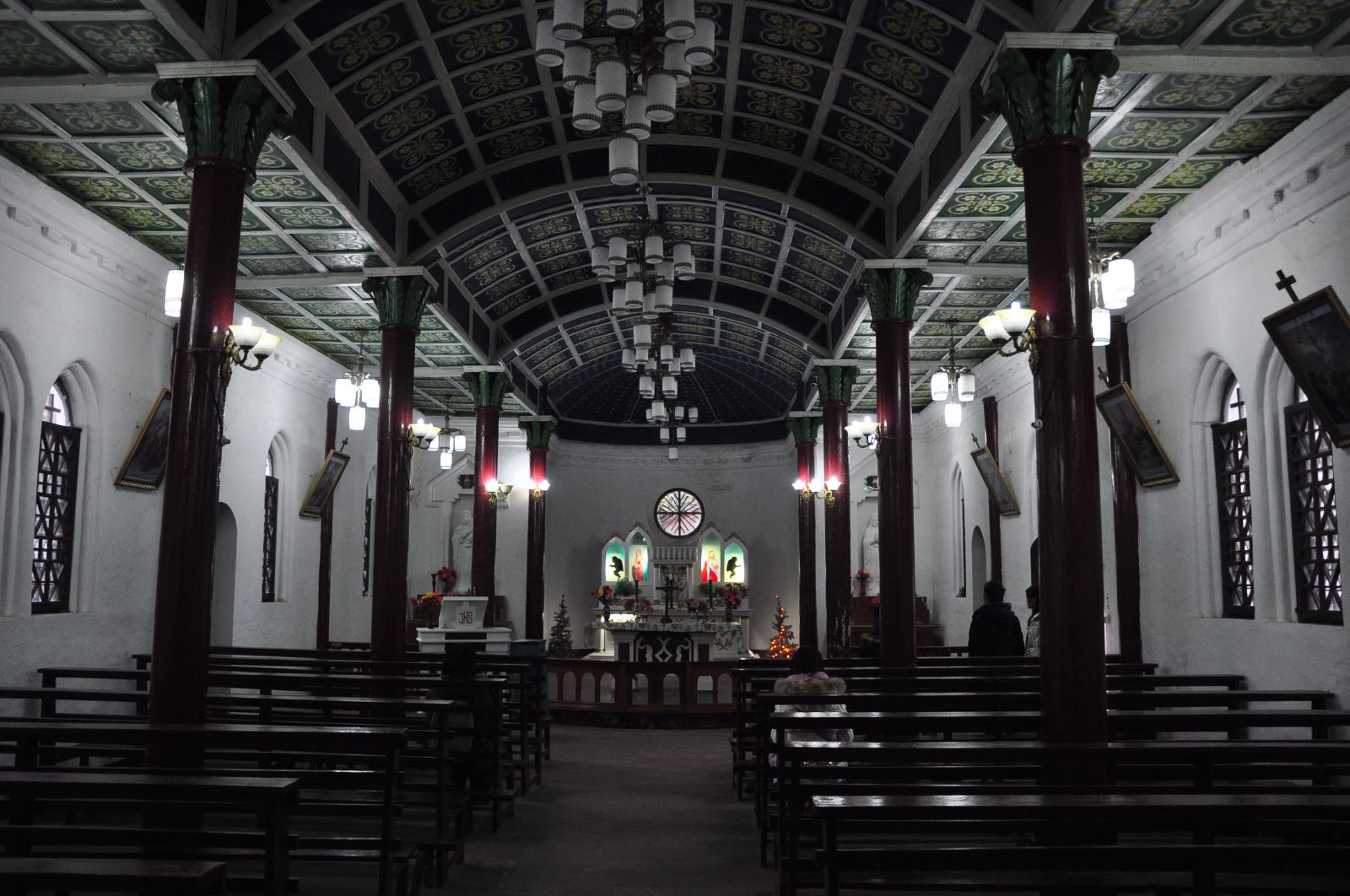
Interior del templo
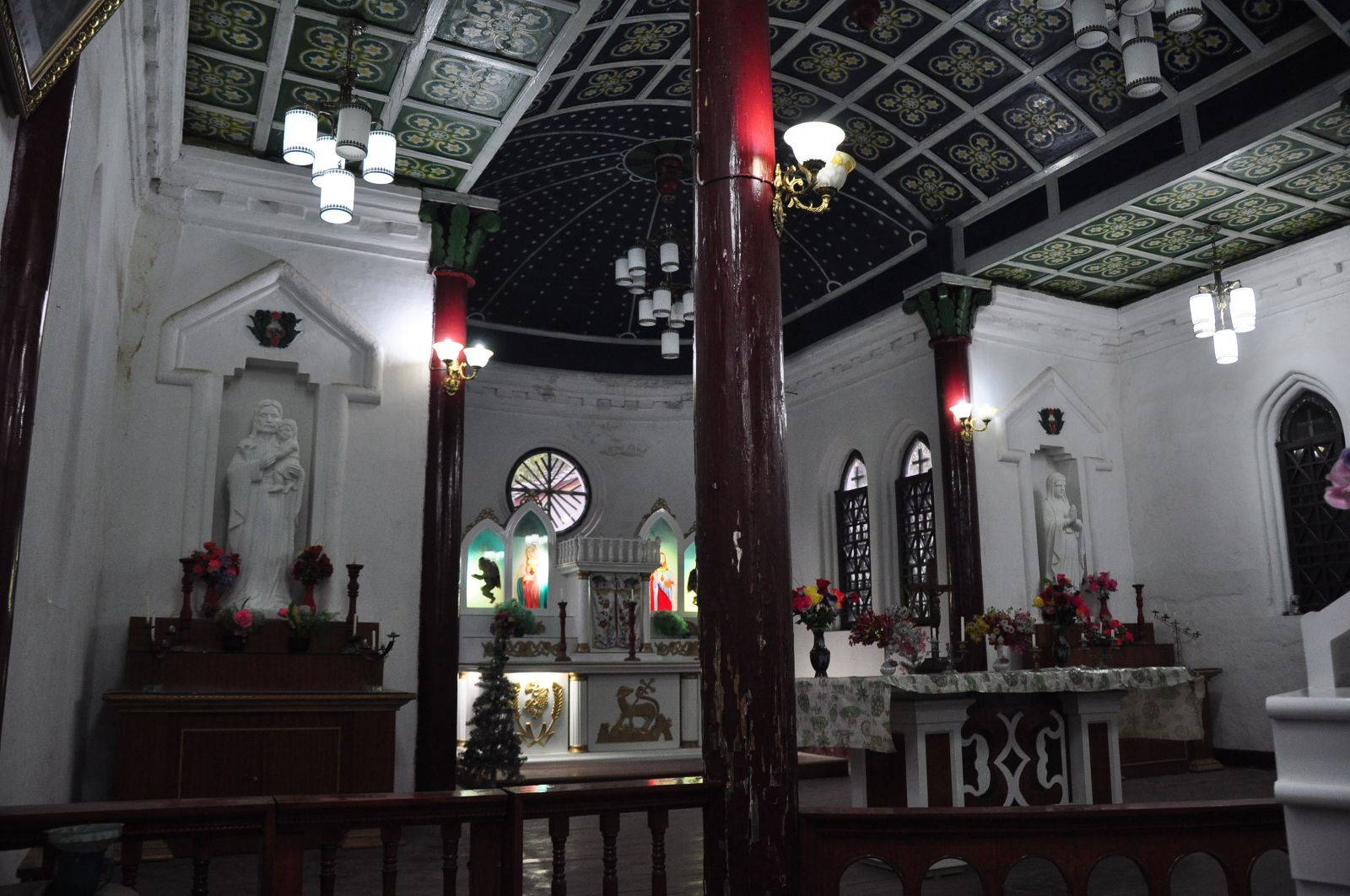
Interior del templo
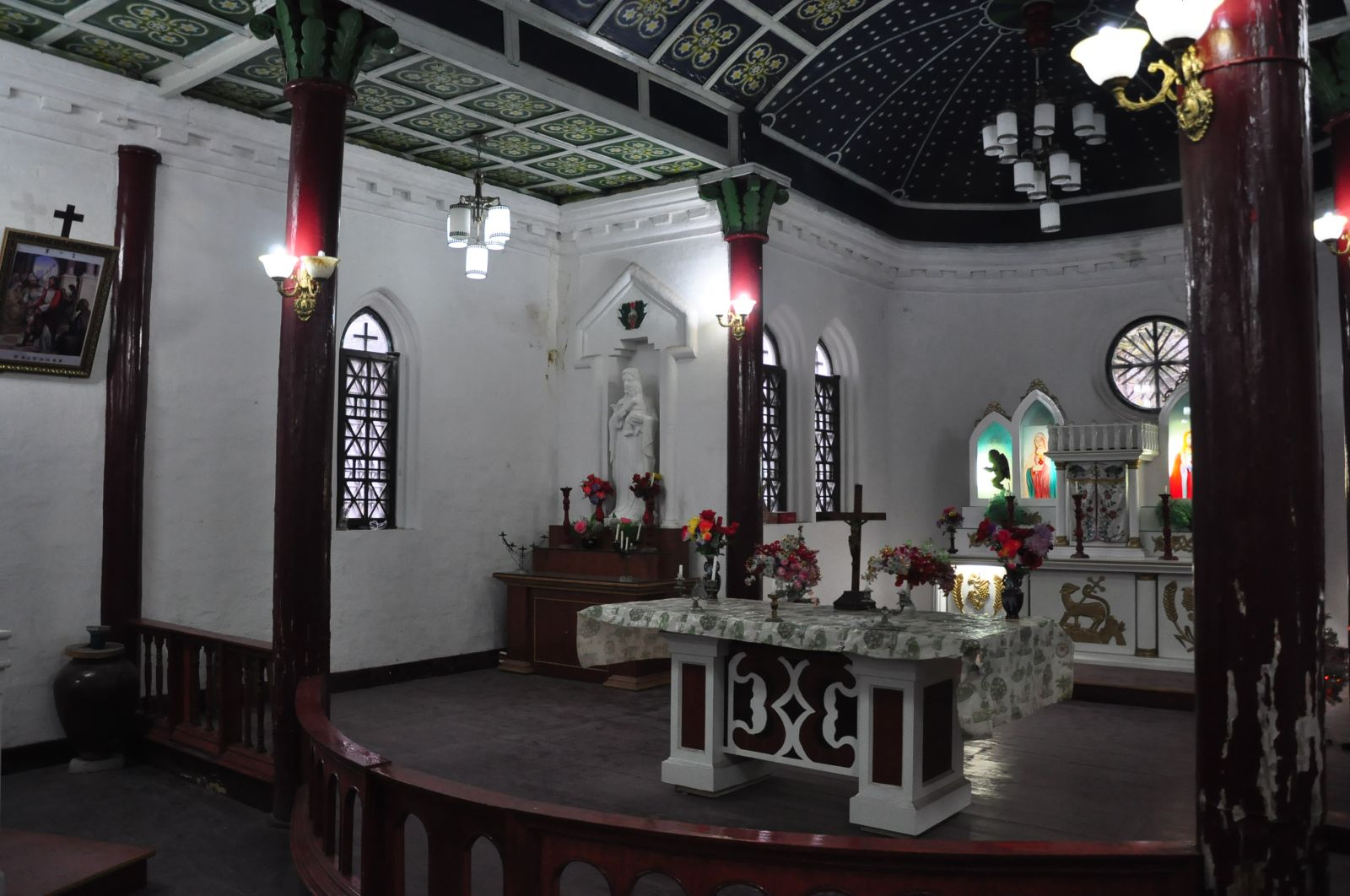
Cancel del templo

## Lecturas complementarias
- Arnáiz Álvarez, Eusebio (1936). Fray Pascual Nadal, artista y mártir. Valencia: Semana Gráfica, S.A.
- Barrachina Lapiedra, José M. (1990). Fray Pascual Nadal y Oltra: Apóstol de los leprosos, mártir de China. Valencia: Unión Misional Franciscana. ISBN 84-404-8209-4.

- Datos: Q3585475
- Multimedia: St. Anne's Church, Mosimien / Q3585475